# 나카이 마사카즈

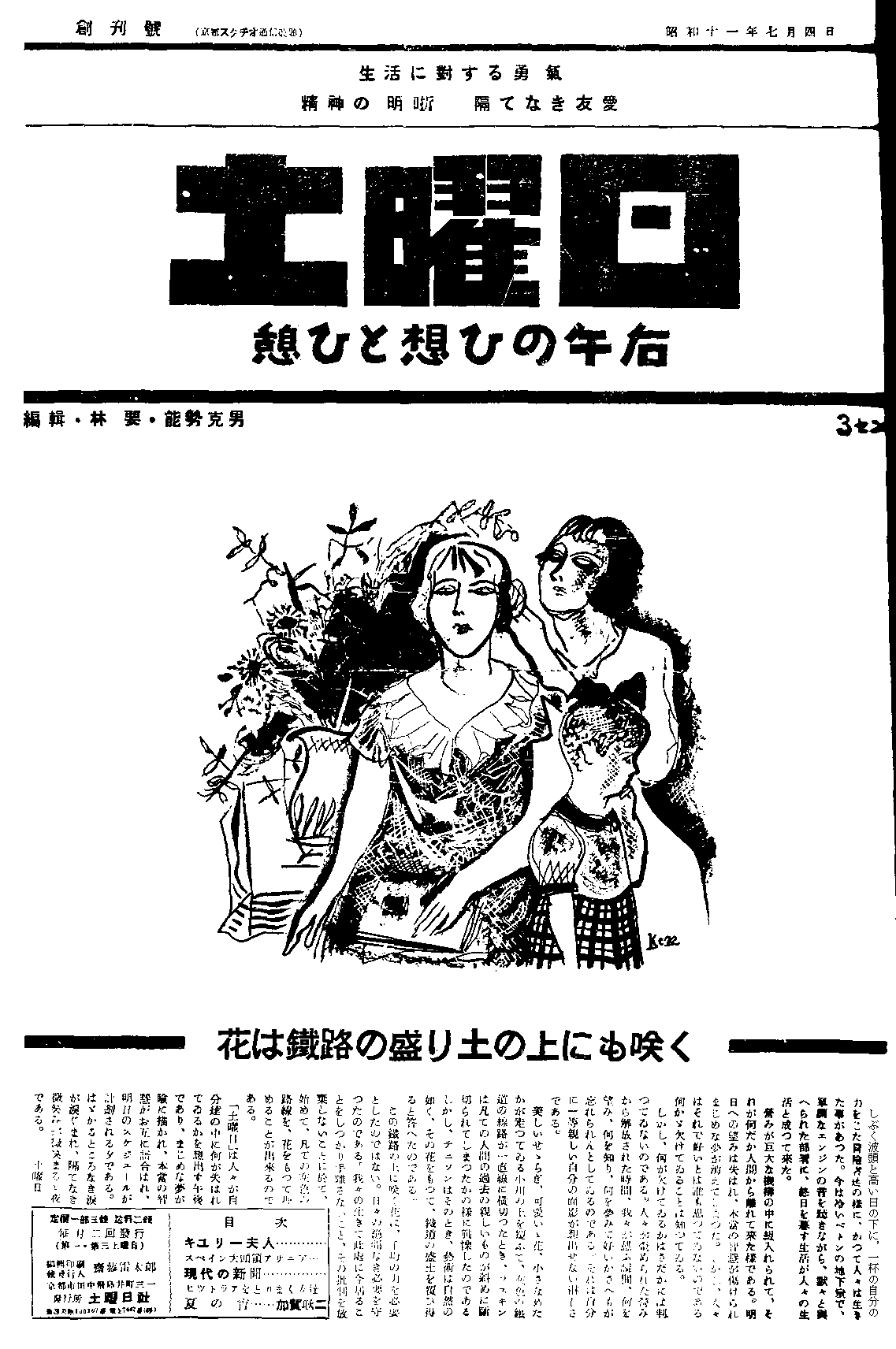
타블로이드판 신문으로 발행되었던 도요비. 나카이 마사카즈가 기초하게 되었던 작품으로 보인다.

나카이 마사카즈(일본어: 中井正一, 1900년 2월 14일 ~ 1952년 5월 18일)는 일본의 미학가, 평론가, 사회운동가이다. 히로시마현 다케하라시 출신으로, 오노미치시에서 성장하였다. 1933년에는 다키가와 사건과 관여되어 있어 주요 목적으로는 처분을 반대하게 되는 그룹 멤버의 일원으로 참여시킨 바 있다. 또한 1952년에는 위암으로 타계하였다. 주요한 연구 분야는 미학이다.

## 가족 및 친척
- 장남 : 나카이 히로시(일본어판) - 정보관학자이자 도서관학자.

## 수상
- 1952년 : 사후 서·종4위를 수상함.